# Zuidereilandvliegenvanger
De zuidereilandvliegenvanger (Petroica australis) (Maori: Toutouwai) is een vogel uit de familie van de Australische vliegenvangers (Petroicidae) die endemisch is in Nieuw-Zeeland.  Hij is nauw verwant aan de noordereilandvliegenvanger (Petroica longipes) en de chathamvliegenvanger (Petroica traversi).

## Kenmerken
Het mannetje heeft een roodborst-achtig postuur en is geheel asgrijs met uitzondering van de witte buik en borst. De ogen, snavel en poten zijn zwart. Het vrouwtje lijkt op het mannetje, maar zij is bruingrijs op de vleugels en heeft een vaalgrijze buik en borst. Zuidereilandvliegenvangers leven in bosachtige gebieden en in groene gebieden in steden en dorpen.

## Verspreiding en leefgebied
De vogel komt voor op het Zuidereiland en Stewarteiland:
- P. a. australis: Zuidereiland
- P. a. rakiura: Stewarteiland. (De naam van Stewarteiland in het Maori is rakiura).

## Status
De grootte van de populatie is niet gekwantificeerd maar de soort wordt omschreven als schaars tot algemeen. Op de Rode lijst van de IUCN heeft deze soort de status niet bedreigd.

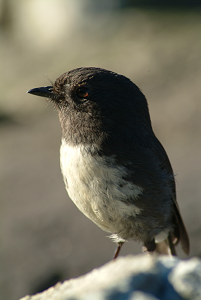
Petroica australis australis
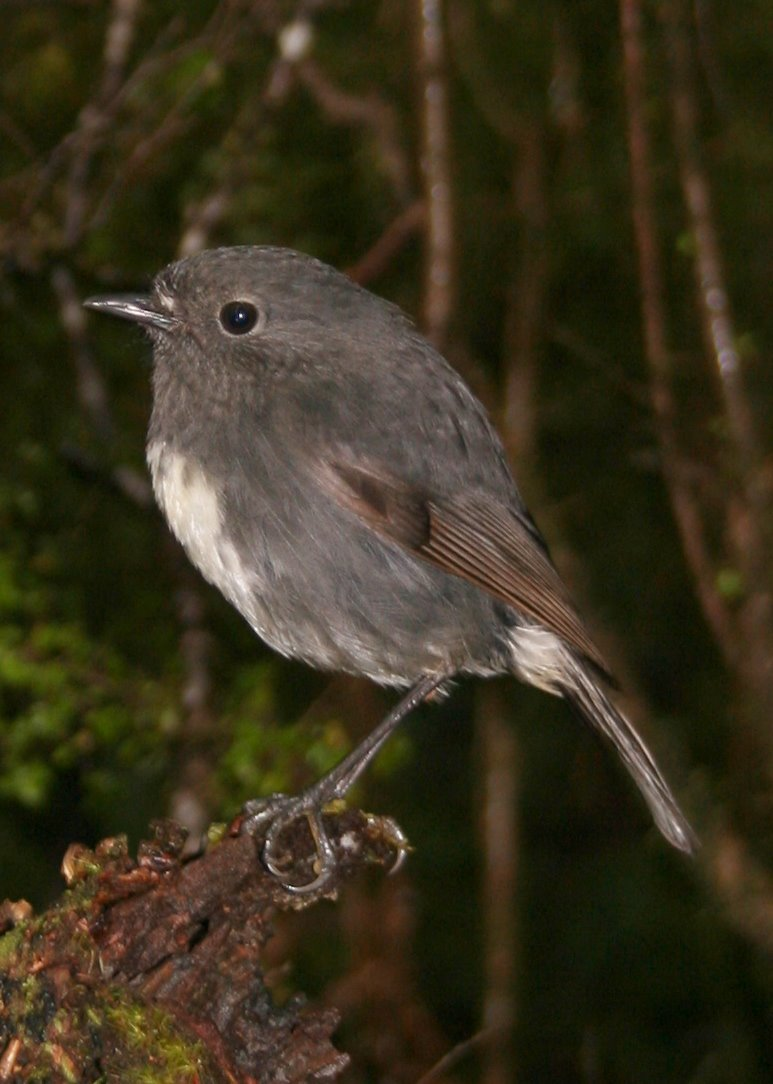
Petroica australis australis